# Cmentarz wojenny Golm
Cmentarz wojenny Golm (niem. Kriegsgräberstätte Golm) – cmentarz położony na wzgórzu Golm niedaleko niemieckiej miejscowości Kamminke. Na cmentarzu pochowano pomiędzy  4000 a 6000 poległych podczas nalotu na Świnoujście z dnia 12 marca 1945, co czyni go największym cmentarzem wojennym w Meklemburgii-Pomorzu Przednim oraz jednym z największych w Niemczech.

## Historia
Już od XIX wieku wzgórze Golm było ulubionym celem wycieczek mieszkańców Świnoujścia, pobliskich miasteczek oraz kuracjuszy. W 1821 roku został uroczyście otwarty pomnik, który przypomina nabycie wyspy Uznam i Wolin przez Prusy od Szwecji. Od roku 1834 na wzgórzu znajdował się pawilon w stylu greckim, który służył jako restauracja. W 1876 roku kolej z Berlina przez Ducherow do Świnoujścia, po raz pierwszy przywiozła wycieczkowiczów do przystanku Golm. Na górze powstała wieża widokowa i lokal z ogródkiem, które w 1943 roku zostały zamknięte. W tym samym roku na wzgórzu powstał cmentarz żołnierski. Po zakończeniu wojny tylko nieliczni krewni troszczyli się o groby, ponieważ uchodźcy, którzy przeżyli, udawali się zwykle dalej na zachód. W 1950 roku instytucje kościelne zajęły się zaniedbanym cmentarzem. 1 marca 2000 roku cmentarz został przekazany pod opiekę Narodowego Związku Opieki nad Niemieckimi Grobami Wojennymi (Volksbund Deutsche Kriegsgräberfürsorge).
Cmentarz podzielony jest na cztery części:
I. Cmentarz żołnierzy marynarki wojennej założony w 1944 roku dla 250 niemieckich żołnierzy marynarki wojennej, którzy zmarli w szpitalu wojskowym w Świnoujściu lub zginęli na Morzu Bałtyckim.
II. Cmentarz żołnierski założony na przełomie 1944 i 1945 roku, pochowano tu ponad tysiąc niemieckich żołnierzy zmarłych na okrętach sanitarnych i w świnoujskim szpitalu wojskowym, jak również zmarłych na skutek wypadku lotników z lotniska wojskowego Garz, a także zidentyfikowanych żołnierzy zabitych podczas ataku bombowego na Świnoujście.
III. Cmentarz cywilnych ofiar wojny – miejsce spoczynku około 500 zidentyfikowanych mieszkańców Świnoujścia i uchodźców z Pomorza, Prus Zachodnich i Wschodnich, którzy stracili życie podczas amerykańskiego ataku bombowego na Świnoujście 12 marca 1945 roku.
IV. Cmentarz ludności nieznanej to miejsce spoczynku kilku tysięcy niezidentyfikowanych uchodźców, żołnierzy, przymusowych pracowników i mieszkańców Świnoujścia, którzy 58 dni przed końcem II wojny światowej stali się ofiarą wojny powietrznej. W tym miejscu wspomniane są także ofiary, które po ataku bombowym nie zostały wydobyte spod ruin, a także ofiary z 12 marca 1945 roku, które wiosną 1945 roku zostały pochowane w Świnoujściu.

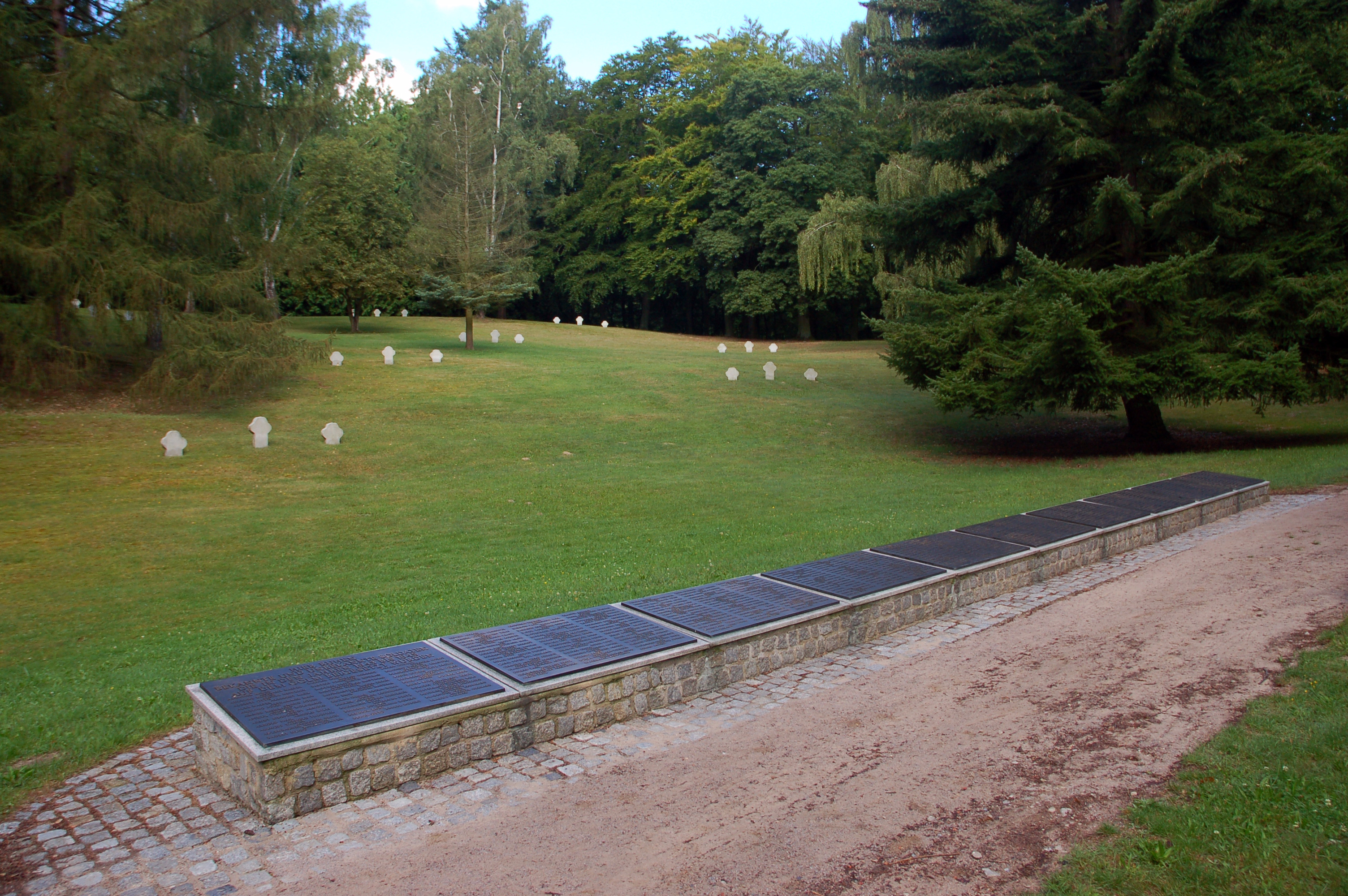
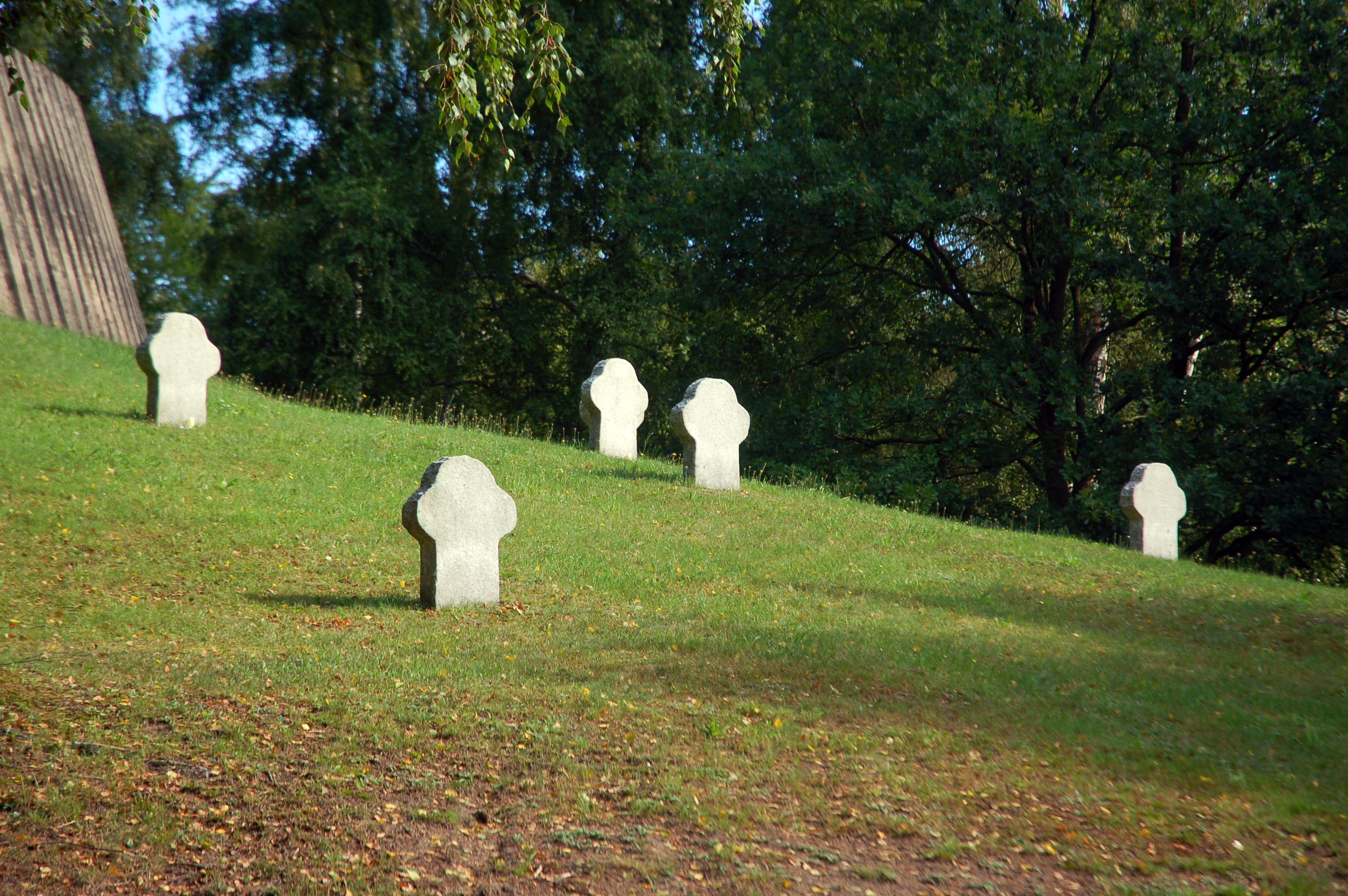
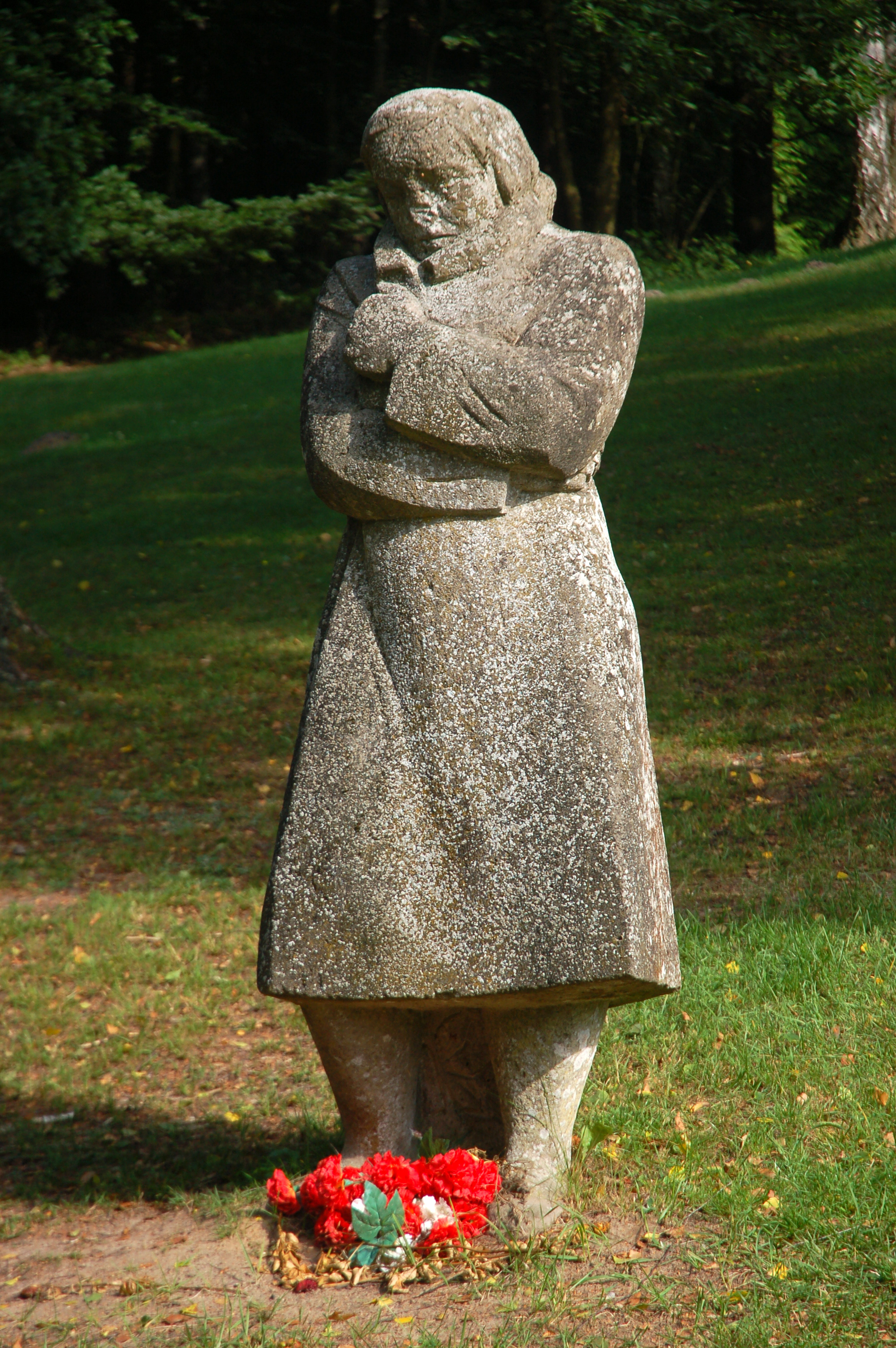
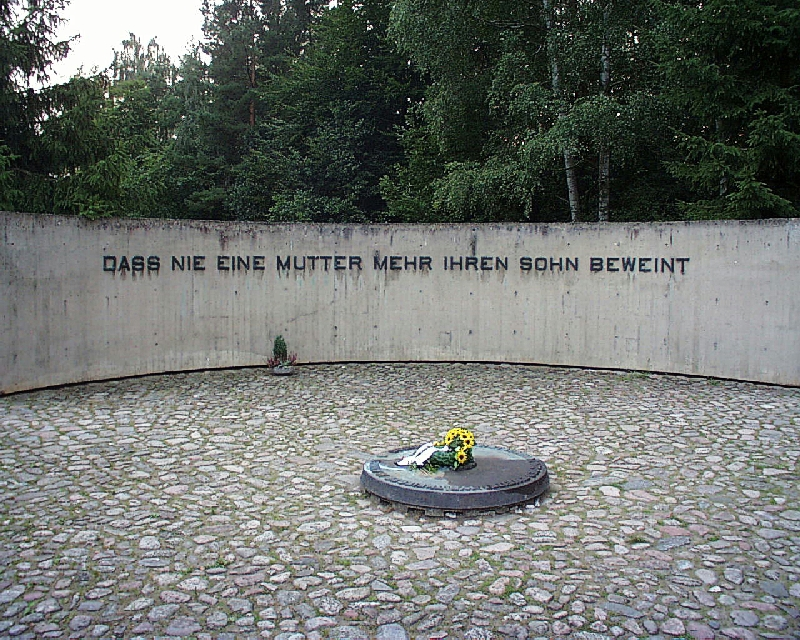